# Membros honorários da Ordem Militar da Torre e Espada, do Valor, Lealdade e Mérito

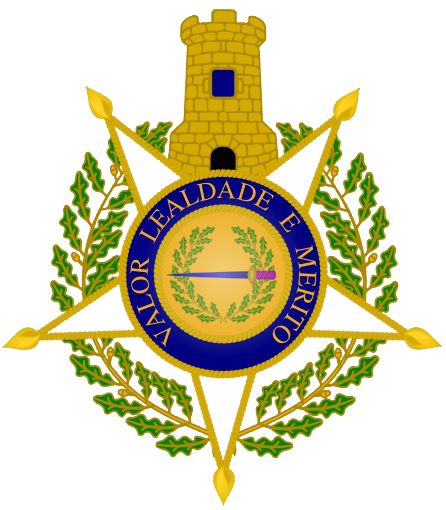
Ordem Militar da Torre e Espada, criada em 1459.

Esta é uma lista de Membros Honorários da Ordem Militar da Torre e Espada, do Valor, Lealdade e Mérito. Constituem Membros Honorários os cidadãos estrangeiros e as instituições e localidades nacionais ou estrangeiras condecoradas com a Ordem.

## Grande-Colar
| Nome                                                   | Alvará                 | Outorgante                 |
| ------------------------------------------------------ | ---------------------- | -------------------------- |
| Generalíssimo Francisco Franco, Caudilho de Espanha    | 30 de Junho de 1939    | Presidente Carmona         |
| General Emílio Garrastazu Médici, Presidente do Brasil | 9 de Maio de 1973      | Presidente Américo Thomaz  |
| Rainha Isabel II do Reino Unido                        | 27 de Abril de 1993    | Presidente Soares          |
| Rei D. Juan Carlos I de Espanha                        | 11 de Setembro de 2000 | Presidente Sampaio         |
| Rei D. Filipe VI de Espanha                            | 28 de Novembro de 2016 | Presidente Rebelo de Sousa |
| Rei Carlos III do Reino Unido                          | 15 de junho de 2023    | Presidente Rebelo de Sousa |

## Grã-Cruz
| Nome                                                                     | Alvará                  | Outorgante                    |
| ------------------------------------------------------------------------ | ----------------------- | ----------------------------- |
| Cidade de Angra do Heroísmo                                              | 12 de Janeiro de 1837   | Rainha D. Maria II            |
| Praça de Verdun                                                          | 6 de Outubro de 1917    | Presidente Bernardino Machado |
| Marechal Ferdinand Foch                                                  | 30 de Novembro de 1918  | Presidente Sidónio Pais       |
| Cruzada das Mulheres Portuguesas                                         | 12 de Junho de 1919     | Presidente Canto e Castro     |
| Assistência da Colónia Portuguesa do Brasil aos Órfãos de Guerra         | 23 de Junho de 1919     | Presidente Canto e Castro     |
| Eduardo Dato Iradier, Primeiro-Ministro de Espanha                       | 29 de Dezembro de 1919  | Presidente Almeida            |
| Salvador Bermúdez de Castro, 2º duque de Ripalda                         | 29 de Dezembro de 1919  | Presidente Almeida            |
| Manuel Estrada Cabrera, Presidente da Guetamala                          | 16 de Fevereiro de 1920 | Presidente Almeida            |
| Cidade de Lisboa                                                         | 6 de Março de 1920      | Presidente Almeida            |
| Rei Fuad I do Egipto                                                     | 12 de Abril de 1920     | Presidente Almeida            |
| Soldados Desconhecidos Mortos na Grande Guerra                           | 31 de Março de 1921     | Presidente Almeida            |
| Marechal Joseph Jacques Cesaire Joffre                                   | 20 de Abril de 1921     | Presidente Almeida            |
| General Armando Diaz                                                     | 20 de Abril de 1921     | Presidente Almeida            |
| Juan Luiz Sanfuentes, Presidente do Chile                                | 22 de Abril de 1921     | Presidente Almeida            |
| Balthazar Brum, Presidente do Uruguai                                    | 16 de Novembro de 1922  | Presidente Almeida            |
| Arturo Alessandri, Presidente do Chile                                   | 6 de Julho de 1925      | Presidente Teixeira Gomes     |
| Imperador Hailé Selassié da Etiópia                                      | 28 de Outubro de 1925   | Presidente Teixeira Gomes     |
| Rei Leopoldo III da Bélgica                                              | 23 de Abril de 1927     | Presidente Carmona            |
| Cardeal Pietro Gasparri, Secretário de Estado da Santa Sé                | 23 de Fevereiro de 1929 | Presidente Carmona            |
| Benito Mussolini, Primeiro-Ministro de Itália                            | 19 de Abril de 1929     | Presidente Carmona            |
| Miguel Primo de Rivera, Primeiro-Ministro de Espanha                     | 30 de Dezembro de 1929  | Presidente Carmona            |
| Príncipe Takamatsu                                                       | 5 de Dezembro de 1930   | Presidente Carmona            |
| Marechal Joseph Pilsudski                                                | 20 de Fevereiro de 1931 | Presidente Carmona            |
| Marechal Louis Robert Gonzalve Lyautey                                   | 3 de Junho de 1932      | Presidente Carmona            |
| Grã-Duquesa Carlota I do Luxemburgo                                      | 29 de Setembro de 1933  | Presidente Carmona            |
| Getúlio Vargas, Presidente do Brasil                                     | 18 de Novembro de 1933  | Presidente Carmona            |
| Louis Barthou                                                            | 5 de Outubro de 1934    | Presidente Carmona            |
| Cardeal Luigi Maglione, Secretário de Estado da Santa Sé                 | 25 de Julho de 1940     | Presidente Carmona            |
| General Francisco Gomez Jordana                                          | 18 de Janeiro de 1943   | Presidente Carmona            |
| Marechal Jan Christiaan Smuts                                            | 7 de Janeiro de 1946    | Presidente Carmona            |
| Príncipe Carlos, Príncipe-Regente da Bélgica                             | 4 de Junho de 1946      | Presidente Carmona            |
| João Café Filho, Vice-Presidente do Brasil (depois Presidente do Brasil) | 20 de Setembro de 1951  | Presidente Craveiro Lopes     |
| General Agustin Munoz Grandes                                            | 18 de Julho de 1953     | Presidente Craveiro Lopes     |
| Marechal Alexandre Papagos                                               | 9 de Novembro de 1954   | Presidente Craveiro Lopes     |
| Príncipe Filipe, Duque de Edimburgo                                      | 25 de Outubro de 1955   | Presidente Craveiro Lopes     |
| Juscelino Kubitschek de Oliveira, Presidente do Brasil                   | 3 de Fevereiro de 1956  | Presidente Craveiro Lopes     |
| Konrad Adenauer, Chanceler da Alemanha                                   | 15 de Outubro de 1963   | Presidente Américo Thomaz     |
| Marechal Arthur da Costa e Silva, Presidente do Brasil                   | 8 de Abril de 1967      | Presidente Américo Thomaz     |
| Príncipe D. Juan Carlos, Príncipe de Espanha                             | 7 de Abril de 1970      | Presidente Américo Thomaz     |
| General Mario García Menocal, Presidente de Cuba (a título póstumo)      | 7 de Abril de 1970      | Presidente Américo Thomaz     |
| Almirante Augusto Rademaker                                              | 15 de Outubro de 1972   | Presidente Américo Thomaz     |
| Tancredo de Almeida Neves, Presidente do Brasil                          | 27 de Março de 1985     | Presidente Ramalho Eanes      |
| Fernando Collor de Mello, Presidente do Brasil                           | 2 de Julho de 1991      | Presidente Soares             |
| Fernando Henrique Cardoso, Presidente do Brasil                          | 6 de Novembro de 2002   | Presidente Sampaio            |
| Príncipe D. Filipe, Príncipe das Astúrias                                | 25 de Setembro de 2006  | Presidente Cavaco Silva       |
| Luiz Inácio Lula da Silva, Presidente do Brasil                          | 5 de Março de 2008      | Presidente Cavaco Silva       |

## Grande-Oficial
| Nome                                      | Alvará                | Outorgante                |
| ----------------------------------------- | --------------------- | ------------------------- |
| Sociedade Portuguesa da Cruz Vermelha     | 29 de Março de 1919   | Presidente Canto e Castro |
| M.A.S. da Marinha Italiana                | 20 de Abril de 1921   | Presidente Almeida        |
| Batalhão de Fuzileiros Navais             | 20 de Janeiro de 1922 | Presidente Almeida        |
| Guarda Nacional Republicana               | 1 de Agosto de 1934   | Presidente Carmona        |
| Polícia de Segurança Pública              | 5 de Outubro de 1935  | Presidente Carmona        |
| Príncipe D. Filipe, Príncipe das Astúrias | 23 de Agosto de 1996  | Presidente Sampaio        |

## Comendador
| Nome                                                  | Alvará                 | Outorgante                |
| ----------------------------------------------------- | ---------------------- | ------------------------- |
| Batalhão de Infantaria nº 15                          | 22 de Novembro de 1919 | Presidente Almeida        |
| Batalhão de Infantaria nº 23                          | 22 de Novembro de 1919 | Presidente Almeida        |
| Câmara Municipal de Lisboa                            | 30 de Janeiro de 1920  | Presidente Almeida        |
| Batalhão de Sapadores de Caminho de Ferro             | 10 de Julho de 1920    | Presidente Almeida        |
| 4º Grupo de Bateria de Artilharia                     | 14 de Setembro de 1920 | Presidente Almeida        |
| Corpo de Marinheiros da Armada                        | 22 de Março de 1921    | Presidente Almeida        |
| Bombeiros Municipais de Lisboa                        | 8 de Junho de 1922     | Presidente Almeida        |
| Batalhão de Marinha Expedicionária a Angola 1915-1915 | 26 de Abril de 1922    | Presidente Almeida        |
| Cruzador Adamastor                                    | 6 de Novembro de 1922  | Presidente Almeida        |
| Comando da Unidade de Destacamento em Angola          | 31 de Março de 1923    | Presidente Almeida        |
| Hospitais Civis de Lisboa                             | 1 de Junho de 1928     | Presidente Carmona        |
| Liga dos Combatentes da Grande Guerra                 | 5 de Setembro de 1932  | Presidente Carmona        |
| Coronel Mário Travassos                               | 5 de Setembro de 1945  | Presidente Carmona        |
| Cidade de Carmona                                     | 30 de Maio de 1962     | Presidente Américo Thomaz |

## Oficial
| Nome                                                   | Alvará                  | Outorgante                |
| ------------------------------------------------------ | ----------------------- | ------------------------- |
| Vila de Chaves                                         | 24 de Março de 1919     | Presidente Canto e Castro |
| Cidade de Aveiro                                       | 29 de Março de 1919     | Presidente Canto e Castro |
| Vila de Mirandela                                      | 29 de Março de 1919     | Presidente Canto e Castro |
| Cidade de Santarém                                     | 26 de Abril de 1919     | Presidente Canto e Castro |
| Cidade de Coimbra                                      | 26 de Abril de 1919     | Presidente Canto e Castro |
| Cidade do Porto                                        | 26 de Abril de 1919     | Presidente Canto e Castro |
| Cidade de Évora                                        | 26 de Abril de 1919     | Presidente Canto e Castro |
| Cidade de Bragança                                     | 26 de Abril de 1919     | Presidente Canto e Castro |
| Regimento de Infantaria nº 19                          | 17 de Maio de 1919      | Presidente Canto e Castro |
| Regimento de Cavalaria nº 6                            | 17 de Maio de 1919      | Presidente Canto e Castro |
| Bombeiros Voluntários Lisbonenses                      | 23 de Janeiro de 1920   | Presidente Almeida        |
| 3º Grupo de Bateria de Artilharia                      | 14 de Setembro de 1920  | Presidente Almeida        |
| Corpo Expedicionário Português                         | 31 de Dezembro de 1920  | Presidente Almeida        |
| 4ª Bateria do 6º GBA do Corpo Expedicionário Português | 31 de Dezembro de 1920  | Presidente Almeida        |
| Batalhão Nº 10 da Guarda Fiscal                        | 30 de Janeiro de 1922   | Presidente Almeida        |
| Corpo de Alunos da Escola Naval do Brasil              | 16 de Novembro de 1922  | Presidente Almeida        |
| Bandeira Histórica do 31 de Janeiro de 1891            | 20 de Janeiro de 1923   | Presidente Almeida        |
| Regimento de Obuses de Campanha                        | 17 de Fevereiro de 1928 | Presidente Carmona        |
| Câmara Municipal de Elvas                              | 3 de Fevereiro de 1930  | Presidente Carmona        |
| Cidade de Luanda                                       | 17 de Novembro de 1938  | Presidente Carmona        |
| Vila de Massangano                                     | 17 de Novembro de 1938  | Presidente Carmona        |
| Corpo de Cadetes do Brasil                             | 11 de Dezembro de 1941  | Presidente Carmona        |
| Corpo de Polícia do Estado da Índia                    | 31 de Maio de 1957      | Presidente Craveiro Lopes |
| Corpo de Fuzileiros Navais                             | 6 de Março de 1958      | Presidente Craveiro Lopes |

## Cavaleiro
| Nome                                                                         | Alvará                  | Outorgante                |
| ---------------------------------------------------------------------------- | ----------------------- | ------------------------- |
| Fernando Rodriguez Porrero y Chavarri                                        | 5 de Outubro de 1919    | Presidente Almeida        |
| Euclides Chaves                                                              | 5 de Outubro de 1919    | Presidente Almeida        |
| Major Albert de Percin                                                       | 22 de Novembro de 1919  | Presidente Almeida        |
| Colégio Militar                                                              | 31 de Dezembro de 1920  | Presidente Almeida        |
| Cidade de Lille                                                              | 31 de Dezembro de 1920  | Presidente Almeida        |
| Junta Patriótica do Norte                                                    | 28 de Janeiro de 1921   | Presidente Almeida        |
| Regimento de Marcha da Legião Estrangeira                                    | 20 de Janeiro de 1922   | Presidente Almeida        |
| Regimento de Infantaria Colonial de Marrocos                                 | 20 de Janeiro de 1922   | Presidente Almeida        |
| Regimento de Infantaria nº 120 da 27ª Divisão do Exército dos Estados Unidos | 20 de Janeiro de 1922   | Presidente Almeida        |
| Navio Orion da Marinha dos Estados Unidos                                    | 20 de Janeiro de 1922   | Presidente Almeida        |
| Bombeiros Voluntários de Matosinhos e Leça da Palmeira                       | 19 de Março de 1923     | Presidente Almeida        |
| Bombeiros Municipais do Porto                                                | 29 de Janeiro de 1924   | Presidente Teixeira Gomes |
| Bombeiros Voluntários do Porto                                               | 29 de Janeiro de 1924   | Presidente Teixeira Gomes |
| Vila de Amarante                                                             | 21 de Novembro de 1925  | Presidente Teixeira Gomes |
| Bombeiros Voluntários de Braga                                               | 2 de Junho de 1927      | Presidente Carmona        |
| Bombeiros Municipais de Coimbra                                              | 3 de Fevereiro de 1928  | Presidente Carmona        |
| Bombeiros Voluntários de Viseu                                               | 3 de Fevereiro de 1928  | Presidente Carmona        |
| Bombeiros Voluntários de Guimarães                                           | 17 de Fevereiro de 1928 | Presidente Carmona        |
| Bombeiros Voluntários de Lamego                                              | 4 de Agosto de 1928     | Presidente Carmona        |
| Bombeiros Voluntários de Portalegre                                          | 4 de Agosto de 1928     | Presidente Carmona        |
| Bombeiros Voluntários do Porto                                               | 3 de Setembro de 1928   | Presidente Carmona        |
| Bombeiros Voluntários de Cascais                                             | 21 de Dezembro de 1928  | Presidente Carmona        |
| Bombeiros Voluntários de Braga                                               | 1 de Fevereiro de 1929  | Presidente Carmona        |
| Bombeiros Voluntários da Póvoa do Varzim                                     | 28 de Agosto de 1929    | Presidente Carmona        |
| Bombeiros Voluntários de Santo Tirso                                         | 28 de Agosto de 1929    | Presidente Carmona        |
| Escola Naval                                                                 | 5 de Junho de 1930      | Presidente Carmona        |
| Bombeiros Voluntários de Barcelos                                            | 5 de Outubro de 1933    | Presidente Carmona        |
| Cidade de Arras                                                              | 2 de Maio de 1935       | Presidente Carmona        |
| Escola Militar                                                               | 11 de Junho de 1935     | Presidente Carmona        |
| Vila de Muxima                                                               | 17 de Novembro de 1938  | Presidente Carmona        |

## Membro-Honorário
| Nome                                              | Alvará                 | Outorgante                 |
| ------------------------------------------------- | ---------------------- | -------------------------- |
| Comando Naval de Angola                           | 13 de Novembro de 1963 | Presidente Américo Thomaz  |
| 2ª Região Aérea de Angola                         | 13 de Novembro de 1963 | Presidente Américo Thomaz  |
| Comando Militar de Angola                         | 13 de Novembro de 1963 | Presidente Américo Thomaz  |
| Escola Prática de Infantaria (Mafra)              | 2 de Setembro de 1980  | Presidente Ramalho Eanes   |
| Escola Prática de Cavalaria (Santarém)            | 15 de Março de 1985    | Presidente Ramalho Eanes   |
| Corpo de Fuzileiros                               | 15 de Março de 1985    | Presidente Ramalho Eanes   |
| Corpo de Tropas Paraquedistas                     | 15 de Março de 1985    | Presidente Ramalho Eanes   |
| Regimento de Comandos                             | 26 de Abril de 1985    | Presidente Ramalho Eanes   |
| Guarda Fiscal                                     | 18 de Outubro de 1985  | Presidente Ramalho Eanes   |
| Leal Senado de Macau                              | 15 de Março de 1999    | Presidente Sampaio         |
| Centro de Tropas de Operações Especiais (Rangers) | 28 de Março de 2000    | Presidente Sampaio         |
| Base Aérea Nº 1 (Sintra)                          | 8 de Maio de 2009      | Presidente Cavaco Silva    |
| Esquadra 751 da Força Aérea Portuguesa            | 12 de Julho de 2017    | Presidente Rebelo de Sousa |
| Estado-Maior da Armada                            | 4 de Novembro de 2018  | Presidente Rebelo de Sousa |
| Estado-Maior do Exército                          | 4 de Novembro de 2018  | Presidente Rebelo de Sousa |
| Estado-Maior da Força Aérea                       | 4 de Novembro de 2018  | Presidente Rebelo de Sousa |
| Liga dos Combatentes                              | 9 de Abril de 2021     | Presidente Rebelo de Sousa |
| Polícia de Segurança Pública                      | 6 de julho de 2021     | Presidente Rebelo de Sousa |
| Serviço Nacional de Saúde                         | 2 de Março de 2022     | Presidente Rebelo de Sousa |
| Guarda Nacional Republicana                       | 3 de maio de 2022      | Presidente Rebelo de Sousa |
| Estado-Maior-General das Forças Armadas           | 3 de setembro de 2024  | Presidente Rebelo de Sousa |